# Токарів
Токарі́в — село в Україні, в Ярунській сільській громаді Звягельського району Житомирської області. Населення становить 805 осіб.
В селі діє загальноосвітня школа І—III ступенів.

## Географія
Селом протікає річка Кошелівка, ліва притока Церему.

## Відомі люди
Уродженцями села є
- Поліщук Юрій Васильович (1985—2014) — солдат Збройних сил України, учасник ATO.
- Степанюк Володимир Миколайович (1974—2014) — сержант Збройних сил України, учасник ATO.